# Cerâmica Camares

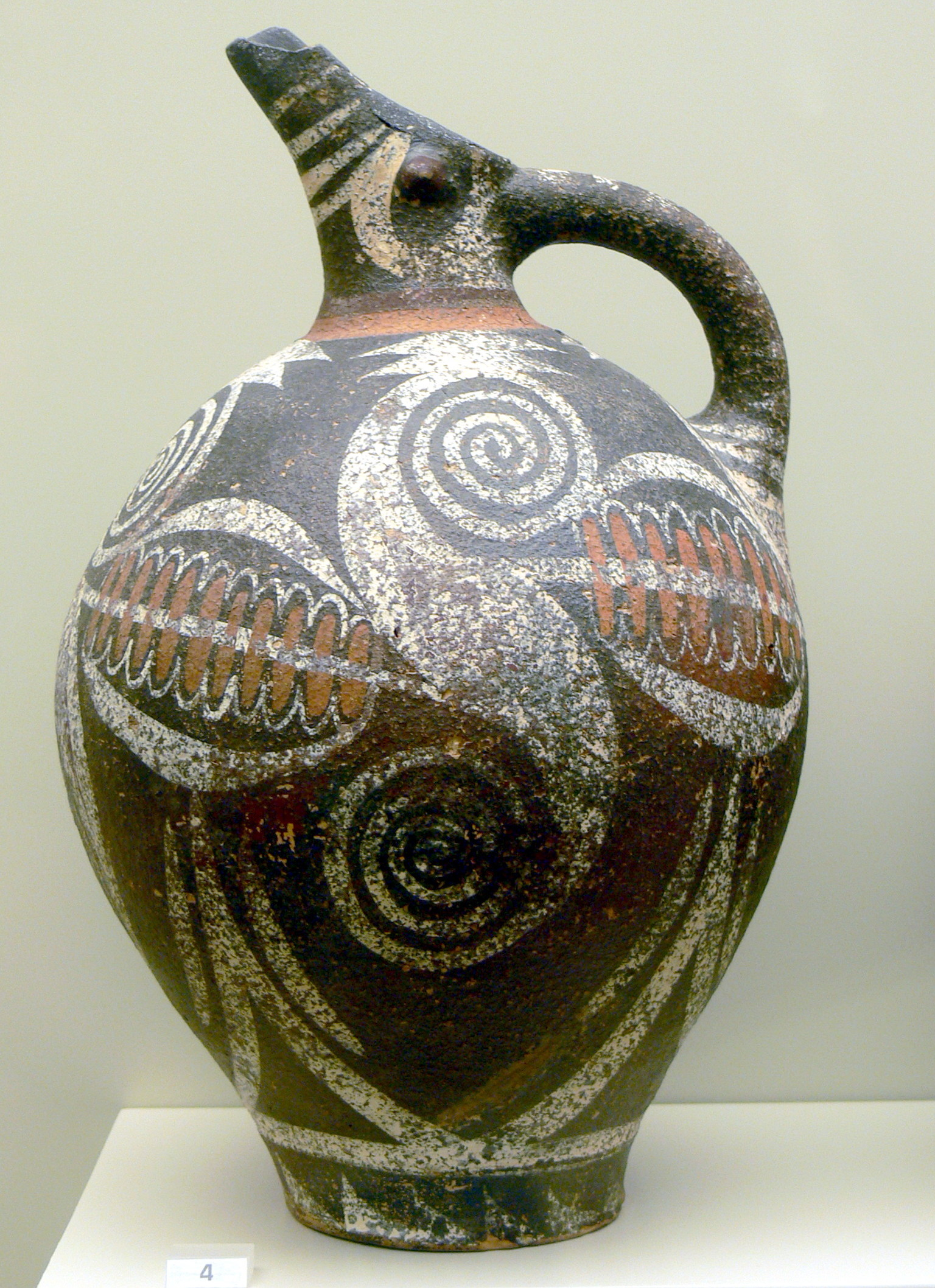
cerâmica do estilo Camares

A cerâmica Camares foi um estilo de cerâmica pintada desenvolvida pelos minoicos durante o período Minoano Médio. O nome Camares foi retirado de uma gruta situada no Monte Ida, perto da atual aldeia de mesmo nome, onde foram descobertos os primeiros exemplares deste estilo. Estes vasos vêm de Festo, onde muitos vasos deste estilo foram descobertos durante escavações realizadas por Doro Levi.
As principais características do estilo são seus temas vegetais, animais e policromados, os temas decorativos complexos. A superfície da cerâmica é coberta por um verniz brilhante, escuro ou preto, que é suporte da decoração. Ela combina ocre branco e vários tons de vermelho, que podem variar do vermelho cereja ao indiano. Mais raramente existe laranja, amarelo e motivos pretos. Os ornamentos são linhas curvas, onduladas, alternadas, intrincadas e flexíveis, criando um resultado policromado. Há baixos relevos de plantas e animais, pintados de várias cores. O número de motivos decorativos encontrados na cerâmica Camares é considerável.
As formas mais comuns da cerâmica Camares são cortes em muitas variantes: sem alças, uma alça com estriados verticais, esférica, parede reta, em forma de quilha, com ondulado, etc. Outras formas frequentemente cozidas são copos, tigelas, bacias, xícaras e copos de frutas. Entre a cerâmica fechada, os mais populares são variantes de jarros, copos de barriga esférica, potes pequenos, ritões, ânforas, filtros, garrafas e cerâmica em forma animal.